# Völschow
Völschow (pol. hist. Wilczkowo) – miejscowość i gmina w Niemczech,  w kraju związkowym Meklemburgia-Pomorze Przednie, w powiecie Vorpommern-Greifswald, wchodząca w skład Związku Gmin Jarmen-Tutow.